# Barbara Morgenstern

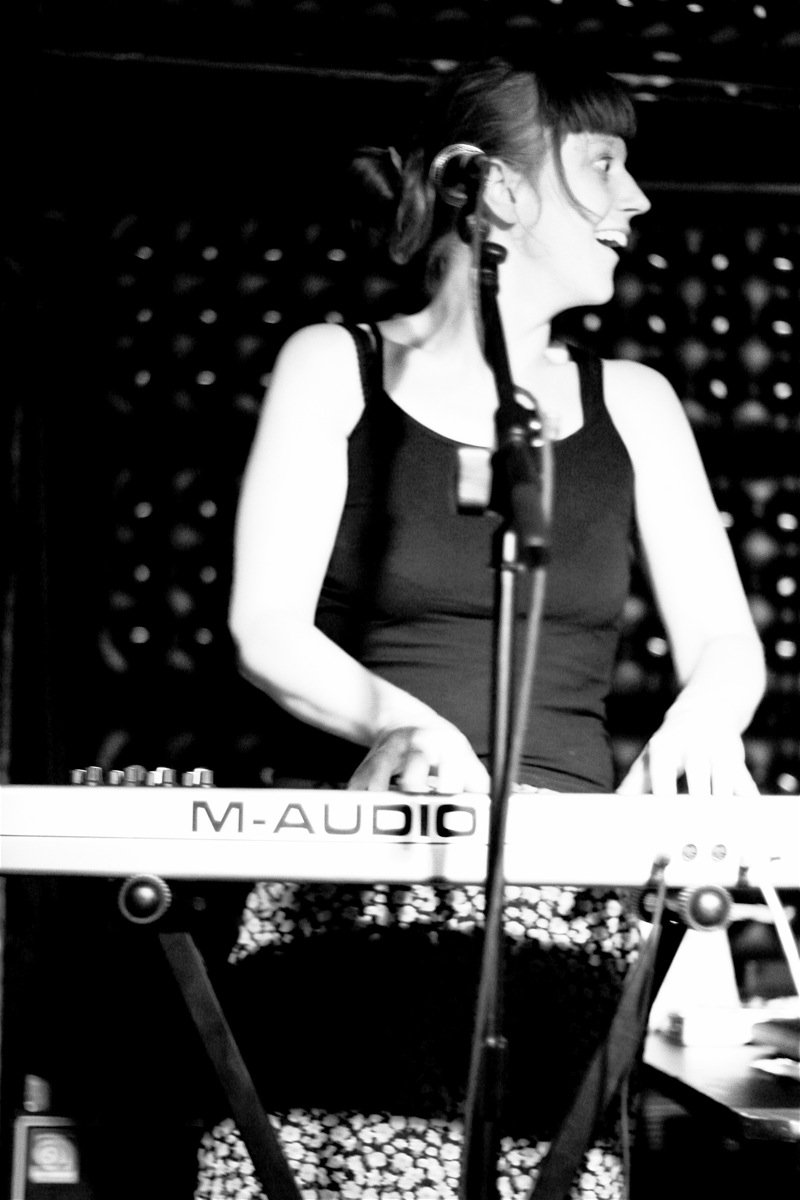
Barbara Morgenstern.

Barbara Morgenstern, född den 19 mars 1971 i Hagen, är en tysk musikartist, keyboardist och sångerska som är verksam inom elektronikamusikgenren.

## Liv och karriär
Barbara Morgenstern kallar sig självlärd. Hon spelade piano som barn och tog jazzkurser vid musikskolan i Hagen. I tonåren spelade hon i band. Efter gymnasiet bestämde Morgenstern 1991 för att bli musiker. 
Mellan 1992 och 1994 arbetade hon som musiker i Hamburg. Hon skapade egen musik och sjöng i en a cappella-grupp. En kortare tid studerade hon popmusik vid högskolan i Hamburg. 1994 flyttade Morgenstern till Berlin för att där fortsätta musikerkarriären. 2003/2004 turnerade Barbara Morgenstern genom Goetheinstitutets försorg jorden runt tillsammans med Maximilian Hecker. 
Åren som följde arbetade Morgenstern med Stefan Schneider och Robert Lippok från gruppen To Rococo Rot.
2008 utkom Barbara Morgensterns femte musikalbum BM. Albumet var mindre elektroniskt de fyra tidigare. Det inledande musikstycket Come To Berlin tecknade en pessimistisk bild av stadens utveckling.

## Verkslista
- 1997: kassett Enter the Partyzone
- 1997: Mini-CD Plastikreport samarbete med Michael Muehlhaus
- 1998: CD Vermona ET 6–1
- 1999: Remix EP Fan No.1 mixad av Martin Gretschmann och Robert Lippok, Michael Muehlhaus och Jo Tabu
- 2000: Album Fjorden
- 2001: Instrumental-EP Eine Verabredung
- 2002: EP Series 500 av Robert Lippok och Barbara Morgenstern
- 2003: Albumet Nichts Muss
- 2004: Första skivan med September Collective som bestod av Stefan Schneider, Paul Wirkus och Barbara Morgenstern
- 2005: Album Tesri samarbete med Robert Lippok
- 2006: Singel The Operator albumet The grass is always greener
- 2007: Album, samarbete med September Collective, All The Birds Were Anarchists
- 2008: Singel Come to Berlin
- 2008: Album BM
- 2010: Album Fan No.2